# A Silent Place
A Silent Place is een klein platenlabel dat gevestigd is in Italië. Vanuit Andria worden elpees en compact discs uitgebracht binnen alle sectoren van ambient in de breedste zin van het genre. In 2009 verscheen catalogusnummer ASP 38. Het label maakt deel uit van Small Editions Edizioni Musicali.

## Besproken albums
- ASP 02: Arc: the circle is not round
- ASP 22: Arc: Glassine I